# 마코시네
마코시네(우크라이나어: Макошине)는 우크라이나 체르니히우주에 위치한 마을로 면적은 4.10km2, 인구는 2,260명(2017년 기준), 인구 밀도는 586.34명/km2이다.
데스나강 우안과 접하며 체르니히우와는 철도로 198km, 키예프와는 철도로 241km 정도 떨어진 곳에 위치한다. 고대부터 슬라브족이 정착하면서 마을이 형성되었고 1153년에 작성된 문헌에서 "호로보르"라는 이름으로 처음 등장했다. 마을 이름은 슬라브 신화에 등장하는 다산의 여신인 모코시에서 유래된 이름이다. 1964년에 도시형 마을 지위를 부여받았다.

시기
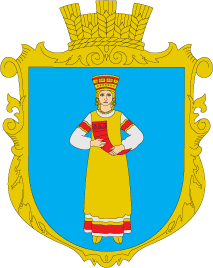
시 문장